# Alain Nana
Alain Nana (ur. 7 grudnia 1971) – burkiński piłkarz grający na pozycji pomocnika.

## Kariera klubowa
W swojej karierze piłkarskiej grał w klubie Étoile Filante Wagadugu.

## Kariera reprezentacyjna
W reprezentacji Burkiny Faso zadebiutował w 1996 roku. W 1998 roku został powołany do kadry Burkina Faso na Puchar Narodów Afryki 1998. Na tym turnieju zajął 4. miejsce. Wystąpił na nim w czterech meczach: z Kamerunem (0:1), z Algierią (2:1), z Gwineą (1:0), w ćwierćfinale z Tunezją (1:1, k. 8:7) i półfinale z Egiptem (0:2). W kadrze narodowej od 1996 do 2001 roku rozegrał 23 mecze i strzelił 2 gole.